# Diaphus dahlgreni
Diaphus dahlgreni är en fiskart som beskrevs av Fowler, 1934. Diaphus dahlgreni ingår i släktet Diaphus och familjen prickfiskar. Inga underarter finns listade i Catalogue of Life.